# Цахариэ, Юст Фридрих Вильгельм
Юст Фридрих Вильгельм Цахариэ (1 мая 1726, Франкенхаузен — 30 января 1777, Брауншвейг) — германский поэт, переводчик, издатель, педагог, композитор.

## Биография
Среднее образование получил в фюрстской школе на родине, затем с 1743 года изучал право в Лейпцигском университете. С юности интересовался различными искусствами и первоначально вошёл в состав кружка Иоганна Кристофа Готтшеда, при содействии которого издал своё первоё произведение, «Der Renommist» (1-е издание вышло в «Belustigungen des Verstandes und Witzes», 1744) — комическую эпическую поэму из жизни немецкого студенчества, в которой принимают участие также и различные аллегорические фигуры: светскость, мода и так далее. Это его произведение было не только первым, но и самым известным в его творческом наследии. 
В 1744 году перешёл учиться в Гёттингенский университет, где завершил получение высшего образования. С 1744 по 1748 год принимал активное участие в основанном им с Рабенером и Геллертом журнале «Neue Beiträge zum Vergnügen des Verstandes und Witzes», или так называемых «Bremer Beiträge». В 1748 году получил назначение гофмейстером в Коллегиум Каролинум, а также стал курировать вопросы печати в издательстве и книготорговой фирме, находившихся на попечении у Брауншвегйского детского фонда. В 1761 году был назначен ординарным профессором словесности и поэзии в Брауншвейге и в том же году стал главным редактором издания «Gelehrte Beyträge zu den Braunschweigischen Anzeigen», впоследствии участвовал в работе ещё ряда научных изданий. В 1774 году вышел в отставку с преподавания и в 1775 году стал каноником в церкви св. Кириака. Скончался спустя три года от водянки.
Многие его сочинения написаны в том же комическом роде, что и первое: «Phaëthon», «Das Schnupfftuch», «Lagosiade» (в «Scherzhafte epische Poesien», Брауншвейг и Гильдесгейм, 1754) «Murner in der Hölle» (Росток, 1757), «Fabeln und Erzählungen in Burkard Waldis Manier» (Брауншвейг, 1763—1765). Его «Hinterlassene Schriften» изданы в 1781 году с биографией, составленной Эшенбургом. Как композитор имел гораздо меньшую известность, сочинил лишь несколько произведений для собственного развлечения.

## Цахариэ в русской культуре
- Семён Бобров в 1809 г. перевёл стихотворение немецкого поэта и озаглавил его «Цахариас в чужой могиле». Перевод сопровождён следующей заметкой:

«Сказывают, что известный немецкий писатель Цахариас, или Захарий, возвращаясь некогда домой в глубокую ночь через кладбище, упал нечаянно в вырытую могилу. Не рассудив выбраться из сего ночлега, остается он в нем. Но пробудясь при звуке колокола и почувствовав то ужас, то уныние, выходит тотчас оттуда, спешит домой, садится за перо и в первом жару изображает сии чувствования стихами: Welch eine Nacht!, умея же играть на фортепиане, кладет их на музыку, достойную своего предмета..»